# Inferno - Canto decimo

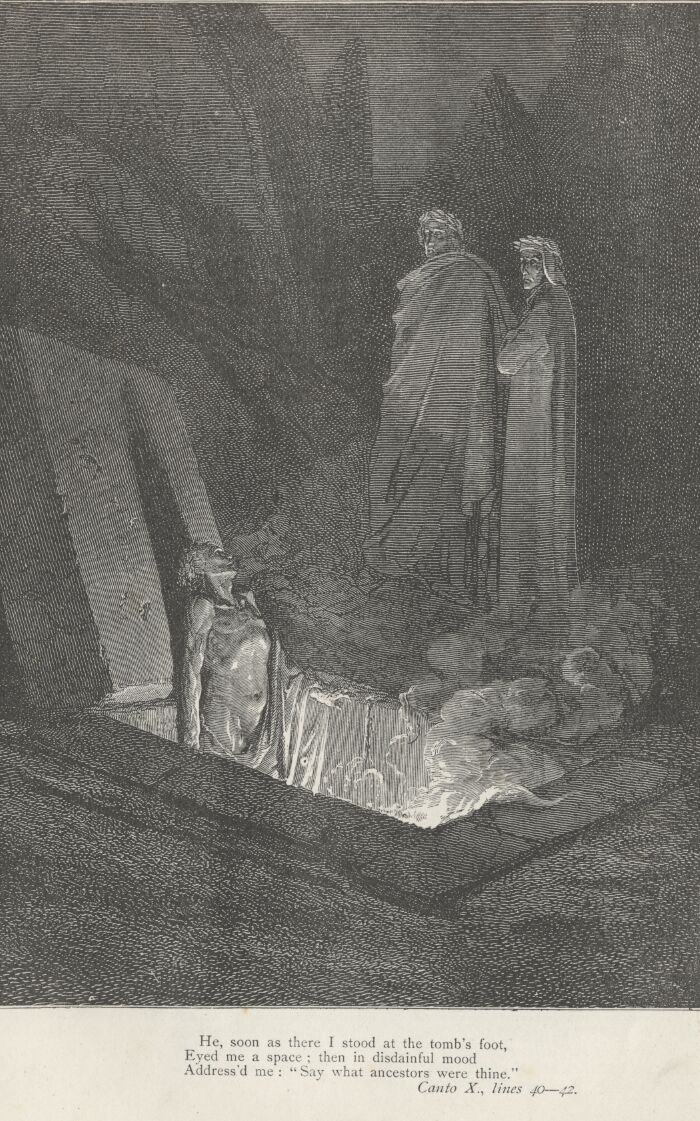
L'apparizione di Farinata degli Uberti, illustrazione di Gustave Doré

Il canto decimo dell'Inferno di Dante Alighieri si svolge nel sesto cerchio, entro le mura della città di Dite, dove sono puniti gli eretici; siamo all'alba del 9 aprile 1300 (Sabato Santo).

## Incipit
(Anonimo commentatore dantesco del XIV secolo)

## Analisi del canto

### Gli epicurei - versi 1-21
Nel canto precedente, l'arrivo del messo divino aveva aperto l'ingresso alla città di Dite ai due viandanti; dietro il portone aperto dalla verga dell'angelo, si offriva al Poeta un immaginario crudo: una distesa di sepolcri, alcuni di questi dati alle fiamme e da cui escono orribili lamenti. Dante ha già intuito che qui vengono puniti coloro "che l'anima col corpo morta fanno." vv. 15, cioè chi non crede nell'immortalità dell'anima (gli epicurei o gli atei). Anche se Virgilio nel canto precedente aveva parlato di tutte le eresie, qui si incontrano solo eretici epicurei e anche il contrappasso è calibrato su di essi: poiché non credettero nella vita ultraterrena, essi sono ora morti tra i morti; inoltre, non possono vedere nel presente e nel passato, bensì soltanto il futuro; questo lo si può capire più avanti quando Cavalcante dei Cavalcanti chiederà a Dante di suo figlio: Guido Cavalcanti. Dante, passando tra le mura di Dite e le tombe scoperchiate domanda:
Dante è generico, ma in realtà egli desidera vedere un'anima in particolare, quella di Farinata degli Uberti, come già espresso a Ciacco nel VI canto. Virgilio coglie al volo l'allusione di Dante, ma intanto gli spiega come questi sepolcri verranno sigillati solo dopo il Giudizio Universale, dopo che i corpi saranno ricongiunti con le anime, e dice che questa parte del cimitero è dedicata agli epicurei; poi torna sulla domanda di Dante e gli dice che il suo desiderio sarà presto esaudito, anche nella parte che non dice (cioè d'incontrare Farinata).

### Farinata degli Uberti - vv. 22-51

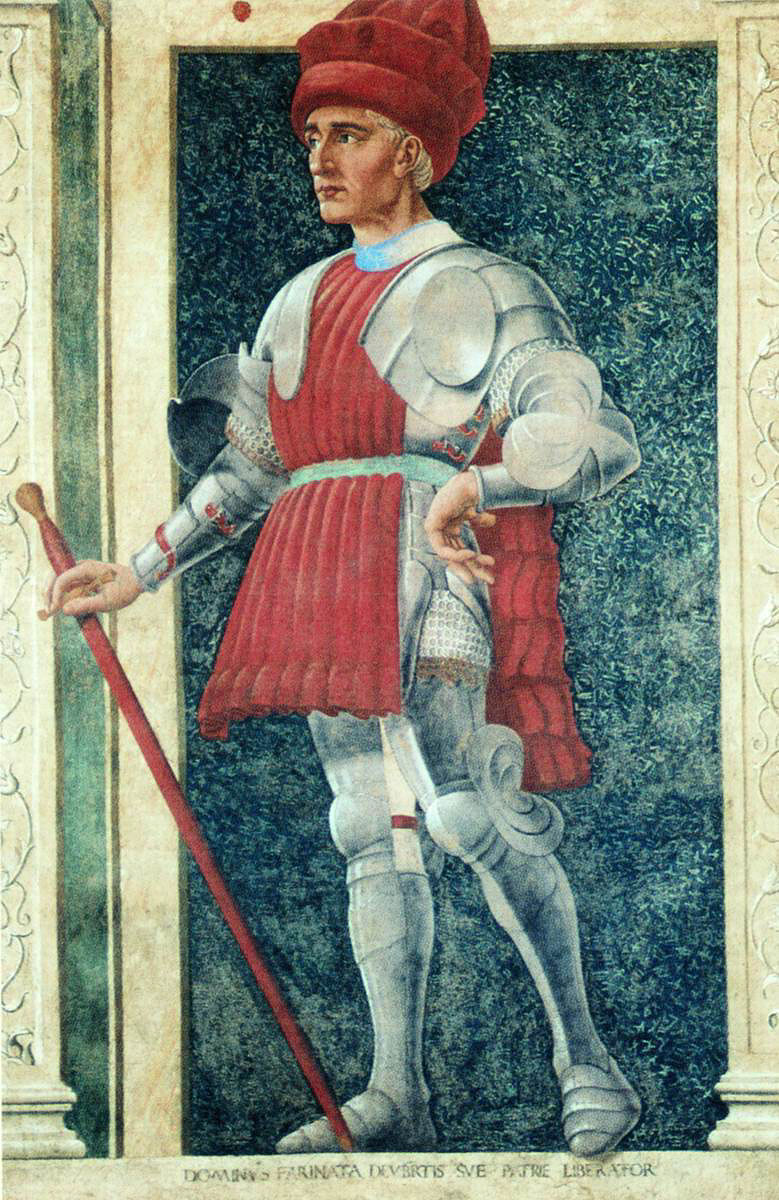
Farinata degli Uberti, serie degli uomini illustri, Andrea del Castagno (affresco staccato oggi in deposito agli Uffizi)

Appena terminate le parole del poeta, si leva una voce improvvisa che chiede: "O toscano che vai vivo per la città infuocata e che parli con tono onesto, fermati per piacere in questo luogo, poiché il tuo accento fa capire che provieni da quella nobile patria verso la quale io fui forse troppo molesto" (parafrasi vv. 23-27).
Dante si gira verso la tomba dalla quale è uscito il suono, ma non si allontana da Virgilio, che allora lo sprona: 
Appare quindi questo spirito che si erge da una tomba, del quale Dante nota subito la fierezza insita in lui: schiena dritta e fronte alta, come se avesse un gran disprezzo dell'Inferno ("com'avesse l'inferno a gran dispitto"). L'incontro è con un gran personaggio e Virgilio stesso raccomanda a Dante di usare parole "nobili" ("conte"): il dialogo sarà infatti uno dei più teatrali della Divina Commedia.

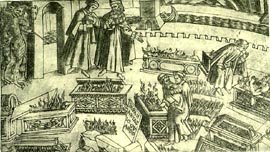
Baccio Baldini, Dante e Virgilio vanno tra le tombe degli epicurei

Farinata degli Uberti fu il più importante capo ghibellino a Firenze nel XIII secolo. Sconfisse i guelfi nel 1248 e, dopo la morte di Federico II di Svevia e il ritorno dei guelfi, fu costretto all'esilio. Riparato a Siena con altre famiglie ghibelline, riorganizzò le forze della propria fazione e, con l'appoggio di truppe di Manfredi di Sicilia, sconfisse duramente le forze guelfe nella battaglia di Montaperti (4 settembre 1260). I capi ghibellini allora si riunirono a Empoli, dove fu deciso di radere al suolo Firenze: fu solo la ferma opposizione di Farinata a far bocciare l'iniziativa. Così egli tornò trionfale a Firenze e vi morì nel 1264. Solo due anni dopo, con la Battaglia di Benevento, i guelfi si ripresero definitivamente Firenze, cacciando tutte le famiglie ghibelline. Molte rientrarono gradualmente ritrattando il proprio credo politico, ma solo gli Uberti subirono un crudissimo accanimento: condannato come eretico quasi vent'anni dopo essere morto, le sue ossa vennero riesumate dalla chiesa di Santa Reparata e gettate nell'Arno, mentre i suoi beni furono confiscati ai discendenti; due suoi figli vennero decapitati in piazza, un suo cugino venne ucciso a randellate, poi ancora furono processati altri tre figli, due nipoti, la vedova Adaletta: tutti condannati al rogo. Dante era presente alla riesumazione, che doveva avergli fatto molta impressione.
Farinata per Dante è invece un magnanimo, uno spirito grande, nonostante i fatti cui ha assistito quando aveva sui diciotto anni. Fu solo grazie alla sua elegia di Farinata (pur se comunque dannato all'Inferno) che la sua memoria tornò grande come in passato, tanto da venire poi inserito tra i fiorentini illustri, per esempio nel ciclo di affreschi di Andrea del Castagno o nelle statue che ornano il piazzale degli Uffizi. Dante prova grande rispetto per Farinata degli Uberti, anche se era suo rivale politico, rispetto derivante dal grande amore che Farinata prova per la nobil patria Firenze. Com'avesse l'inferno a gran dispitto è un verso famoso che ci fa capire che Farinata non soffre per la pena infernale cui è sottoposto, ma piuttosto per il fatto che i Fiorentini non l'abbiano riconosciuto come unica persona che salvò Firenze dalla distruzione.
Il ritratto che ne fa Dante è orgoglioso e austero, a tratti superbo, anche se qua e là traspaiono i suoi limiti umani, i suoi rimpianti ("forse fui troppo molesto"...). Dante apprezza Farinata perché nel suo lato virtuoso è un suo modello: 
1. ha coraggio e coerenza politica;
2. è un perseguitato politico come lui;
3. è un ghibellino, e Dante si avvicinerà sempre di più a quest'ideologia, tanto che secondo molti fu questa la motivazione per cui Ugo Foscolo lo chiamò il "ghibellin fuggiasco";
4. Farinata ama la sua città prima di tutto e - lo dirà poco dopo - fu l'unico che dopo la battaglia di Montaperti si ostinò contro la distruzione della città (anche Dante combattente con Enrico VII di Lussemburgo, da lui chiamato Arrigo, rifiutò di prendere le armi contro la sua città che veniva posta d'assedio).

Quello che Dante non condivide è tutto sul piano religioso e in parte su quello militare (è come se gli rimproverasse di "aver colorato l'Arbia di rosso", cioè di aver fatto un massacro a Montaperti). Comunque, il poeta accenna continuamente a particolari fisici di Farinata che contribuiscono a farne anche un ritratto della levatura morale.
Il dialogo vero e proprio inizia dal verso 42: Farinata guarda Dante un po' "sdegnoso" perché non lo riconosce (egli era nato un anno dopo la sua morte), e la sua prima domanda è proprio: "Chi furono i tuoi antenati?". Dante gli risponde (senza tediare il lettore con la storia degli Alighieri), e allora Farinata, alzando un po' le sopracciglia, risponde che la famiglia di Dante (di guelfi) fu una fiera rivale sua, dei suoi avi e del suo partito ("Fieramente furo avversi / a me e a miei primi e a mia parte", vv. 46-47), ma egli seppe farli espellere per due volte vincendoli (cacciata guelfa nel 1251 e nel 1267).
Dante riprende subito a botta e risposta: "Se li hai cacciati, essi tornarono entrambe le volte, cosa che i vostri (i ghibellini) non seppero fare" (parafrasi vv. 49-51). Allora Farinata profetizzerà l'esilio di Dante, dicendo che proverà anche lui la difficoltà di tornare nella propria città: "... che tu saprai quanto quell'arte pesa." (vv. 79-81).

### Apparizione di Cavalcante de' Cavalcanti - vv. 52-72

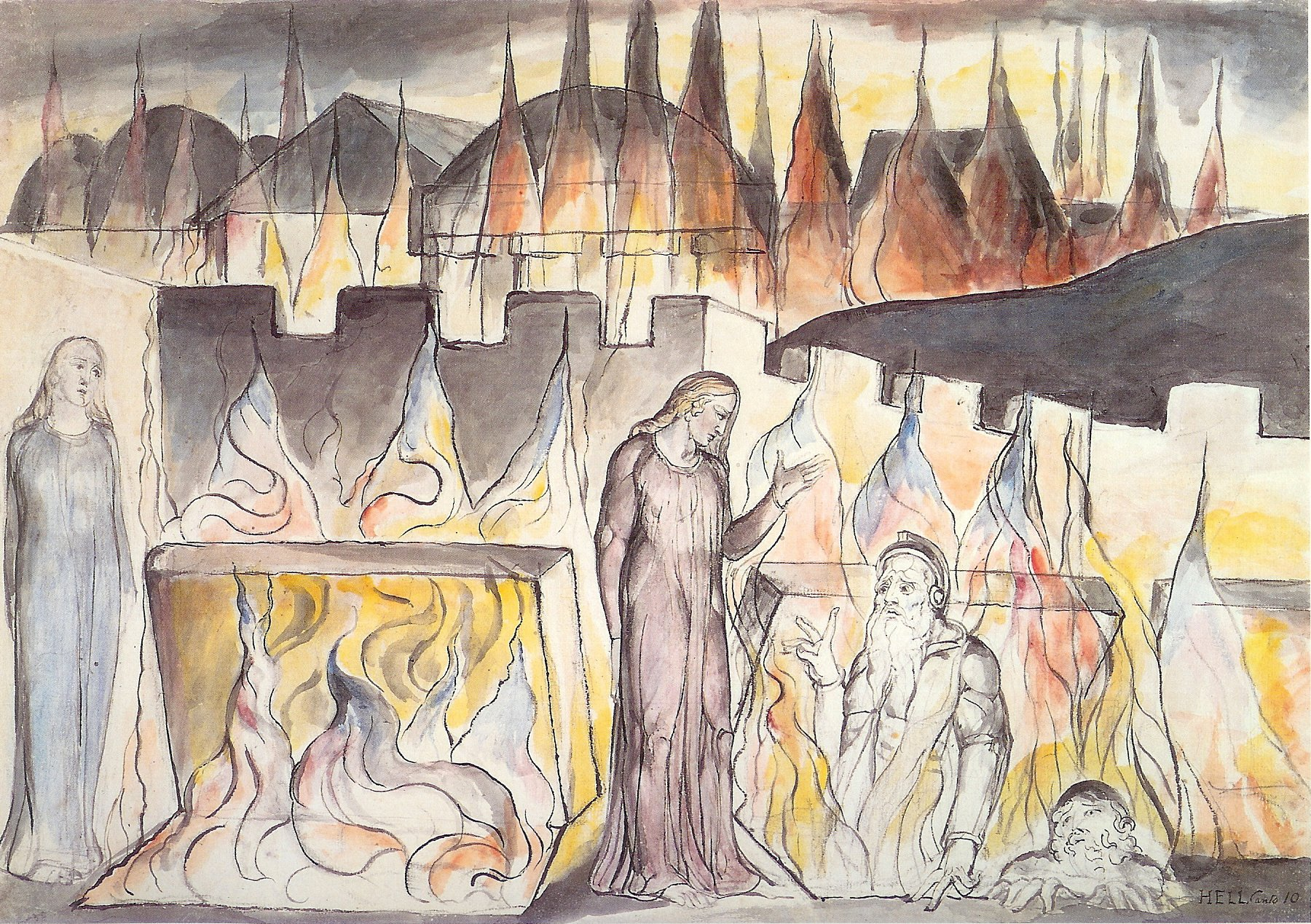
Farinata e Cavalcante con Dante e Virgilio, illustrazione di William Blake

Proprio quando Dante risponde garbatamente a Farinata ricordandogli che lui e i suoi alleati furono esiliati, compare improvvisamente sulla scena una figura nuova, quella di Cavalcante dei Cavalcanti, padre di Guido Cavalcanti, uno dei rappresentanti di maggior spicco del Dolce stil novo e amico intimo di Dante. Egli è guelfo, quindi Dante ci tiene a non generalizzare tutti i ghibellini come eretici, come facevano gli inquisitori senza scrupoli in tempo di persecuzione politica.
Cavalcante emerge dall'avello unicamente con la testa ("credo che s'era in ginocchio levata" - v. 54 - scrive Dante), al contrario del fiero compagno di supplizio, e si guarda intorno, come per cercare qualcuno, e non trovandolo:
(vv. 58-60)
Cavalcante chiede cioè il motivo per cui Dante ha avuto il privilegio del viaggio ultraterreno per meriti dell'ingegno e suo figlio Guido no. E Dante risponde nella terzina successiva:
Dice ovvero che non è da solo (c'è Virgilio) e che la destinazione del viaggio sarebbe una figura che Guido disdegnò, indicata con il pronome "cui". Chi intendesse Dante con quel "cui" non è chiaro: la versione più semplice è che volesse dire che Guido non amò la ragione, simboleggiata da Virgilio, ma non quadra nel senso generale; potrebbe significare Beatrice, la teologia, la donna che trasmutò in "Amor Dei" l'amore che aveva acceso nel giovane Dante, che mosse Virgilio; o potrebbe significare Dio, mai nominato nell'Inferno, ma alluso solo con pronomi. Si nota dunque un motivo filosofico per cui Dante discorda da Cavalcanti.
Forse la più coerente è quella che indichi Beatrice, poiché in gioventù sia il poeta che il suo amico Guido erano rimasti affascinati dall'amor che pregnava il Dolce stilnovo, ma la morte aveva consacrato Beatrice a un severo progetto di salvezza per Dante, e l'inattingibile oggetto del desiderio era divenuto strumento operativo della grazia. In questo modo, gli itinerari intellettuali dei due amici si erano divaricati irreparabilmente. L'orizzonte speculativo del pensiero di Guido era rimasto improntato all'animismo fisico di Epicuro e all'"Aristotelismo radicale" degli averroisti, per cui l'amore, figlio dei sensi, era fonte d'impulsi irrazionali e agonia del desiderio.
Ma c'è un punto nella risposta di Dante che sbigottisce Cavalcante, cioè che il poeta usi un passato remoto "ebbe".
(vv. 67-68)
Cavalcante pensa che il figlio sia morto (in realtà all'epoca del viaggio immaginario, aprile 1300, egli era ancora vivo, sebbene morì alcuni mesi dopo, nell'agosto 1300) e, visto che Dante esita nella risposta, ricade supino nel sepolcro e sparisce dalla scena per la disperazione.
L'episodio di Cavalcante è servito, oltre che per mostrare anche un guelfo tra gli eretici, anche per dare lo spunto alla spiegazione sulle capacità profetiche dei dannati che verranno spiegate più avanti nel Canto.

### Ripresa del colloquio con Farinata e sua profezia - vv. 73-93
| Ma quell'altro magnanimo, a cui posta restato m'era, non mutò aspetto, né mosse collo, né piegò sua costa; [...] e disse [...] "Ma non cinquanta volte fia raccesa la faccia de la donna che qui regge, che tu saprai quanto quell'arte pesa." | Ma quell'altro magnanimo, alla cui richiesta mi ero fermato, non cambiò aspetto, né mosse il capo, né piegò il busto; [...] e chiese [...] "Ma non si illuminerà cinquanta volte la faccia della regina che qui impera, che tu conoscerai quanto pesa quell'arte." |

Nella completa assenza di coralità fra le anime dannate, Farinata continua a parlare come se l'apparizione di Cavalcanti non fosse avvenuta, quasi volendo esprimere la sua superiorità. 
Farinata riprende quindi esattamente da dove aveva lasciato il discorso: "Se i miei ghibellini hanno imparato male l'arte di ritornare dopo essere cacciati, ciò mi tormenta più di questo letto infernale." (parafrasi vv. 77-78)
Nella terzina successiva è esposta la seconda profezia che anticipa l'evento dell'esilio a Dante personaggio: Farinata, coi suoi poteri divinatori comuni a ogni anima dell'eterna prigione, avverte che non saranno passati cinquanta pleniluni che anche l'Alighieri scoprirà quant'è dura l'arte di tornare in patria. ("La faccia della regina che qui regge" sta per Proserpina, nel mito antica sposa di Plutone e figura della Luna).
Dante incassa in silenzio e Farinata nel frattempo prosegue chiedendo perché i fiorentini siano così duri con gli Uberti, la sua famiglia. Dante risponde che è dovuto al massacro di Montaperti, che "fece l'Arbia colorata in rosso" (v. 86). Farinata sospira addolorato, ma spiega che lui non fu l'unico responsabile della battaglia e che ciò era causato da uno scopo ben preciso. Sottolinea però come invece lui solo fu il difensore di Firenze dalla distruzione, quando si propose di raderla al suolo dopo la consulta di Empoli tra il re Manfredi di Sicilia e i capi ghibellini.

### I limiti della preveggenza dei dannati - vv. 94-120

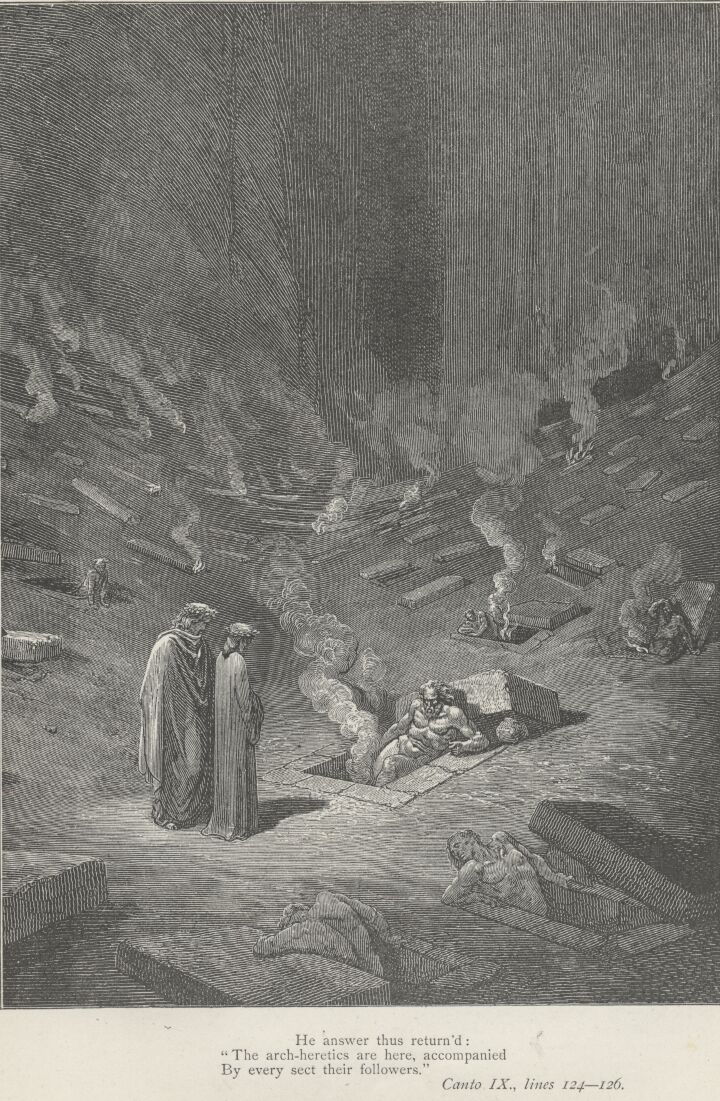
Dialogo con Farinata, illustrazione di Gustave Doré

Il colloquio politico tra Dante e Farinata si conclude, ma Dante non è riuscito a farsi un'idea completa e precisa di Farinata, perché non ha chiaro se veda nel presente come vede nel futuro. Ultimo passaggio fondamentale di questo canto quindi è dovuto al fatto che più volte Dante riceve profezie sul suo destino e sull'Italia dai dannati, ma ancora più spesso si vedrà chiedere dalle anime infernali cosa accade nel regno dei vivi.
E Farinata così risponde (vv.100-105):
| "Noi veggiam, come quel c'ha mala luce, le cose", disse, "che ne son lontano; cotanto ancor ne splende il sommo duce. Quando s'apprestano o son, tutto è vano nostro intelletto; e s'altri non ci apporta, nulla sapem di vostro stato umano." | "Noi, come chi ha la vista difettosa le cose" disse "vediamo finché sono nel futuro; in questo solo ancor risplende in noi la luce di Dio. Quando le cose si avvicinano o si compiono, è vano il nostro intelletto; e se altro non ci informa, non sappiamo nulla delle vicende umane." |

Dato significativo è che la capacità divinatoria dei dannati venga illustrata in questo canto; Farinata conclude il discorso avvertendo che, quando sarà venuto il regno di Dio, presente, futuro e passato coincideranno e tutta la coscienza dei dannati scomparirà all'istante.
È interessante notare che questa capacità di preveggenza, valida per tutti i dannati (infatti ne danno prova Ciacco, goloso, Farinata, epicureo, e Vanni Fucci, ladro) derivi dal contrappasso di un peccato comune a tutti i dannati: l'aver pensato solo al presente e mai alla vita nell'oltretomba, futura.
Dante, risolta la questione su cui si stava scervellando quando Cavalcanti gli chiedeva della sorte del figlio, prega Farinata di avvertire il compagno di avello che Guido, ancora vivo, cammina sulla terra. Virgilio incalza per andare oltre e Dante può solo fare un'ultima fugace domanda su chi siano gli altri spiriti nel sepolcro di Farinata. Egli risponde che ve ne sono più di mille, tra cui Federico II, disincantato imperatore noto anche tra i guelfi come l'Anticristo, e il Cardinale, cioè Ottaviano degli Ubaldini, un uomo di chiesa che nella Chiesa credeva ben poco secondo i cronisti antichi.

### Smarrimento di Dante - vv. 121-136
Farinata sparisce e Dante riprende il viaggio con Virgilio, ma è turbato dalla profezia che ha sentito. Virgilio chiede spiegazioni e lo consola dicendo che deve sì ricordare la profezia, ma quando sarà davanti alla dolce luce ("al dolce raggio") di colei che tutto vede, cioè di Beatrice, potrà sapere tutto il corso della sua vita (in realtà sarà Cacciaguida, trisavolo di Dante Alighieri, a narrare "il viaggio della sua vita" nel canto XVII del Paradiso). I due poeti si allontanano dunque dalle mura e tagliano lungo il cerchio per un sentiero che scende fino all'orlo del cerchio seguente, da cui si sente già provenire un forte puzzo.